# 玉川神社 (羽村市)
玉川神社（たまがわじんじゃ）は、東京都羽村市の多摩川沿いにある神社。祭神は建御名方命、大山祇命の2柱。多摩郡羽村の小名「奈賀」の鎮守。旧社格は村社。

## 由緒
寿永年間（1182年-1185年）に領主の畠山重忠一族が信濃国一宮の諏訪大社より分霊を勧請したことが起源と伝えられている。
天保年間（1830～1844）に社家の火災により、古文書が焼失したため、社史の詳細は不明となっている。
江戸時代は社号「諏訪社」、明治2年（1869年）は社号「諏訪神社」と改称した。明治15年（1883年）は日枝神社を合祀し、社号「玉川神社」と改称した。
明治10年（1877年）春、境内に羽村で最初の小学校（現在の羽村西小学校）が建てられ、羽村、五ノ神村の生徒150人が学んだ。明治34年（1901年）には、生徒数500人となったため、小学校は天王台に移された。
覆舎には、諏訪社と明治15年（1883年）に合祀した日枝社の本殿の2棟が祀られている。現在の諏訪社の本殿は、昭和61年（1986）の諏訪大社下社秋宮の東御宝殿を移築したものである。また、下社春宮の第三之御柱を拝殿前に移設した。神事は、吉田派の神職宮沢氏が代々務めている。

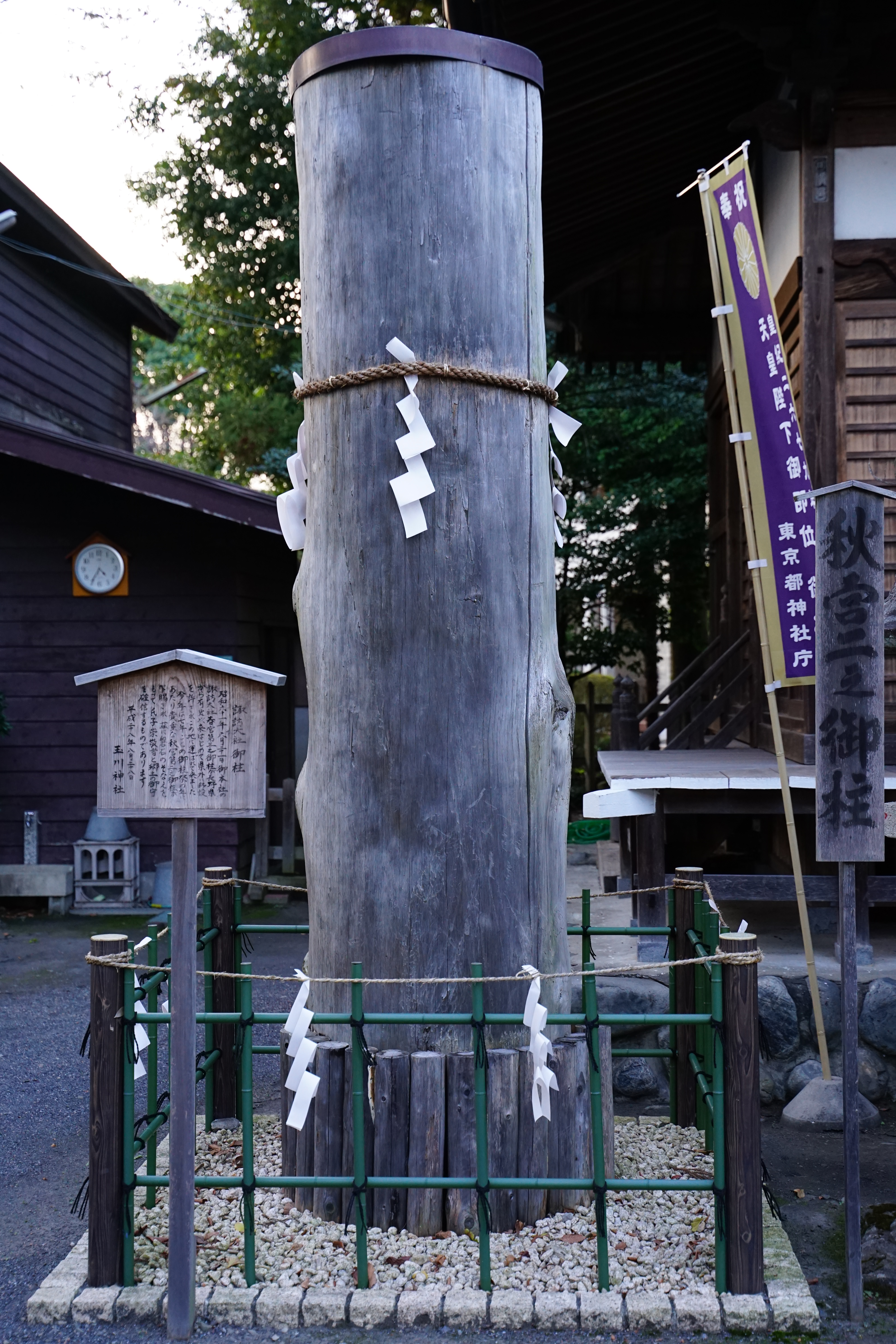
諏訪大社の御柱

社格
- 明治6年（1873年） - 村社[6]

## 祭神
主祭神
- 建御名方命（たけみなかたのみこと）[3]
- 大山祇命（おおやまづみのみこと）[3]

明治15年（1882年）3月に合祀した小名「根岸」の鎮守であった日枝神社の御祭神
相殿
- 素盞嗚命（すさのおのみこと）[3]

元境内社「八雲神社」の御祭神
- 玉祖命（たまのやのみこと）[3]

元境内社「玉神社」の御祭神

## 行事

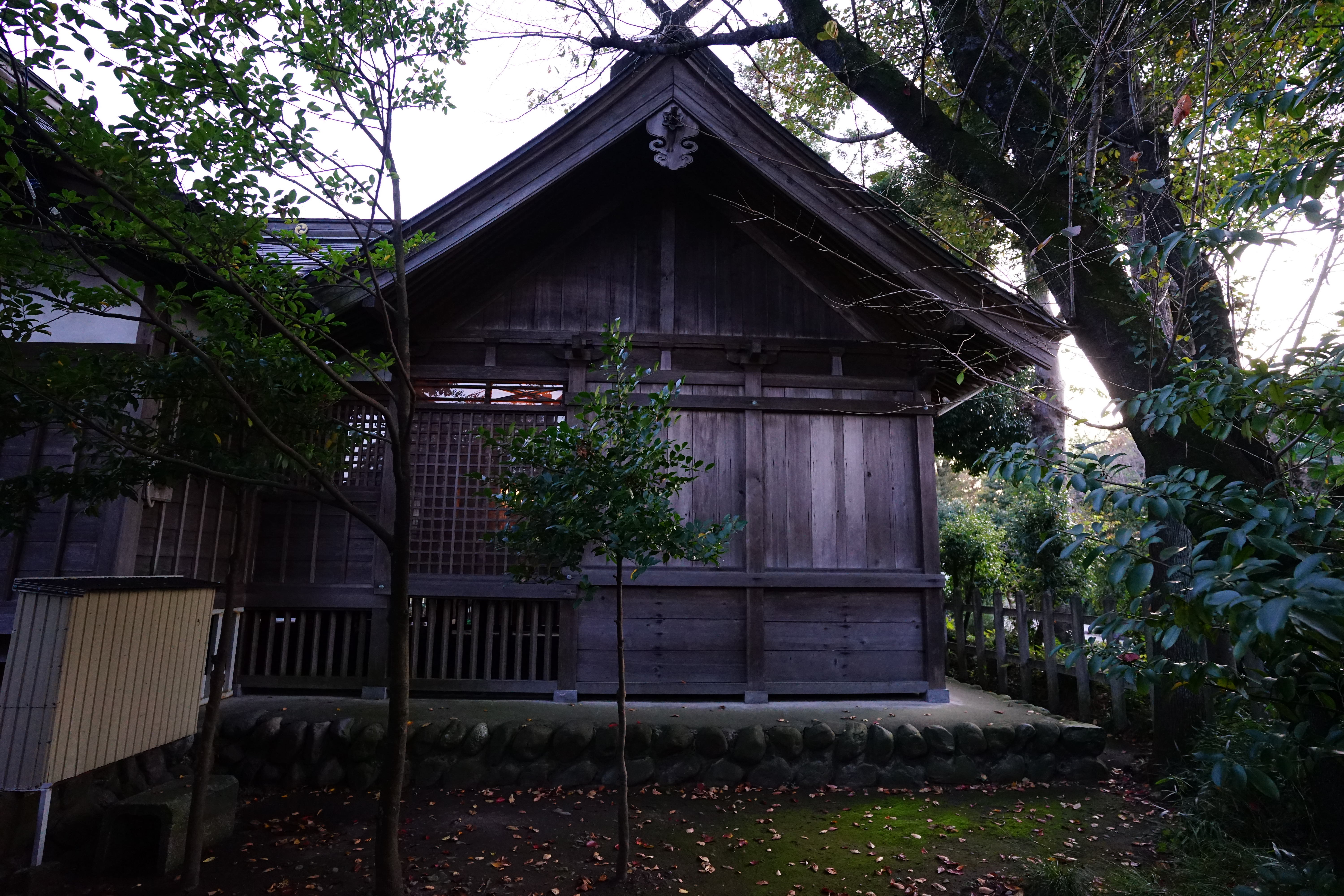
本殿
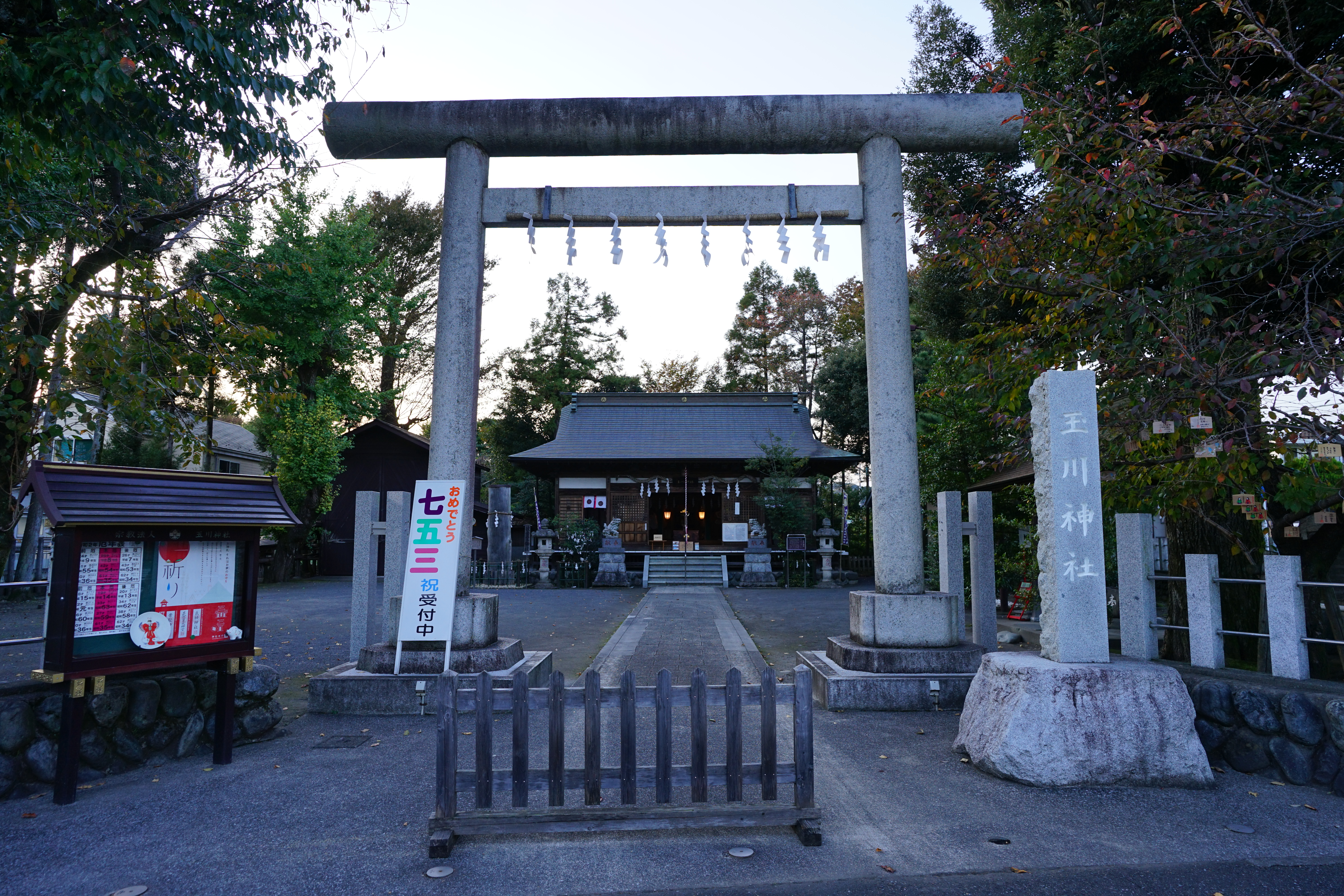
鳥居
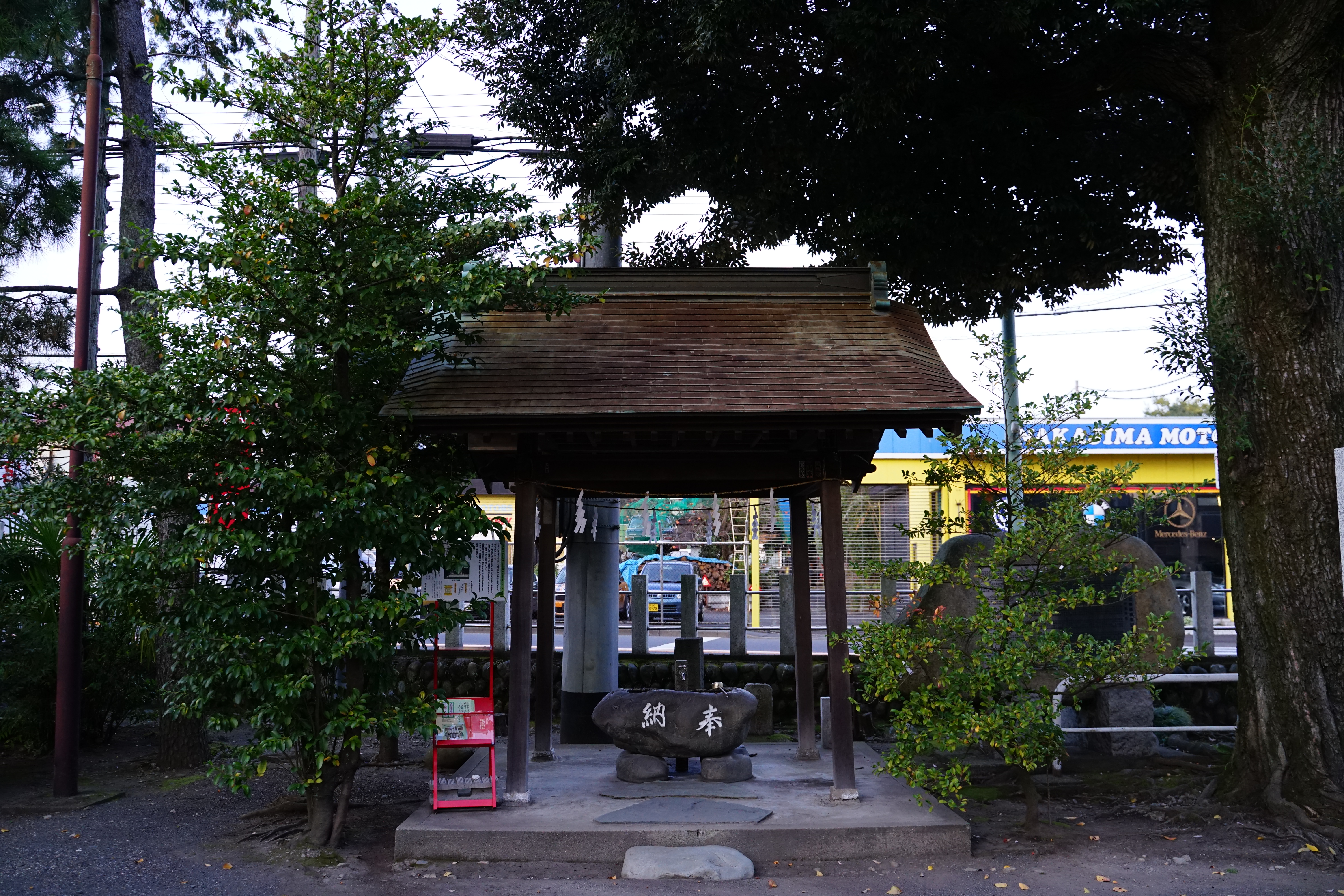
手水舎
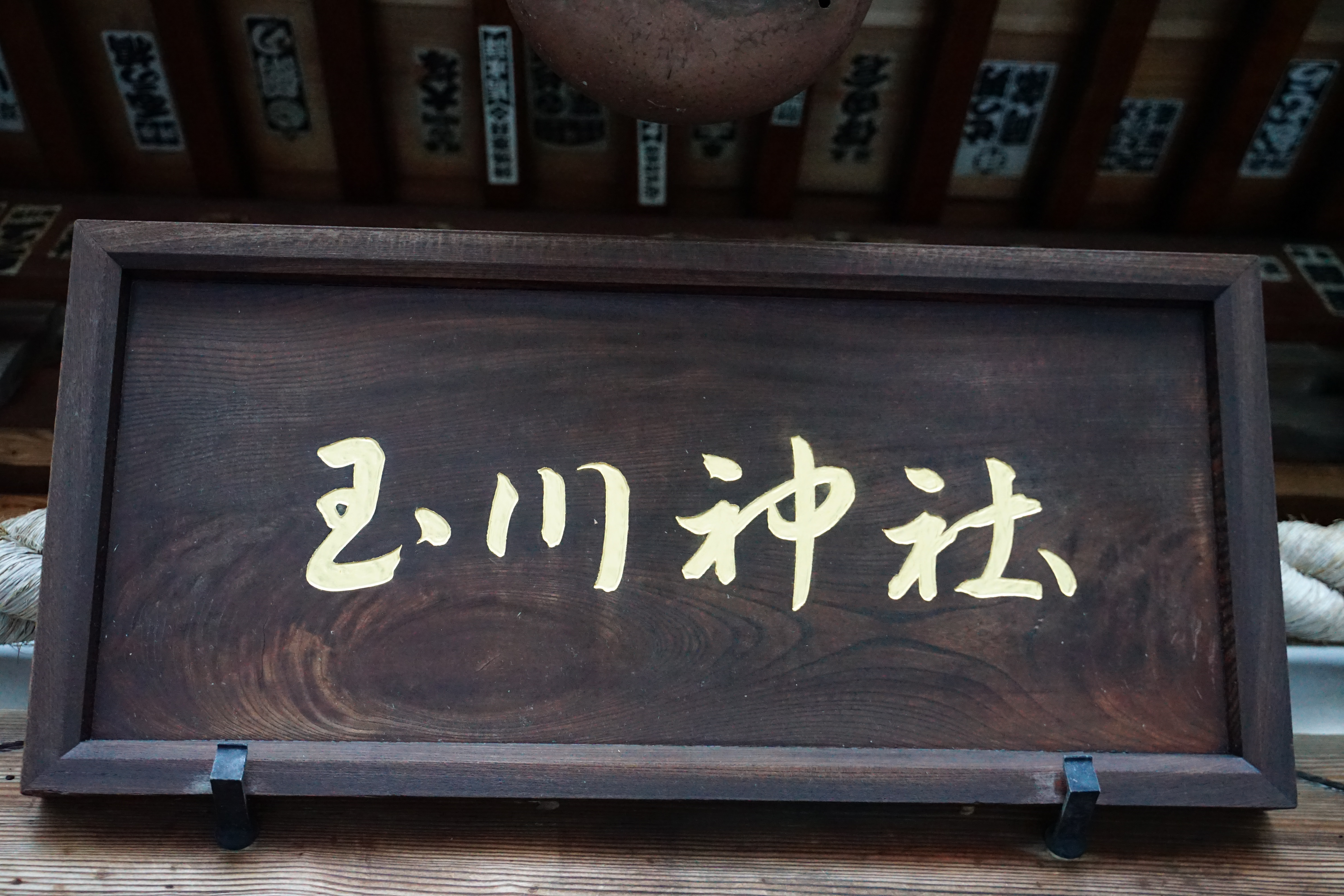
拝殿の扁額

- 歳旦祭（1月元旦）[7]
- 建国祭（2月11日）[7]
- 祈年祭（2月17日）[7]
- 八雲祭（4月第2日曜日）[3][7]
- 大祓（6月30日）[7]
- 例大祭（8月28日）[8][3][7]
- 七五三祝い（11月15日）[7]
- 新穀感謝祭（11月23日）[7]
- 天長節祭（12月23日）[7]
- 大祓（12月31日）[7]

- 本殿
- 鳥居
- 手水舎
- 拝殿の扁額

## 交通

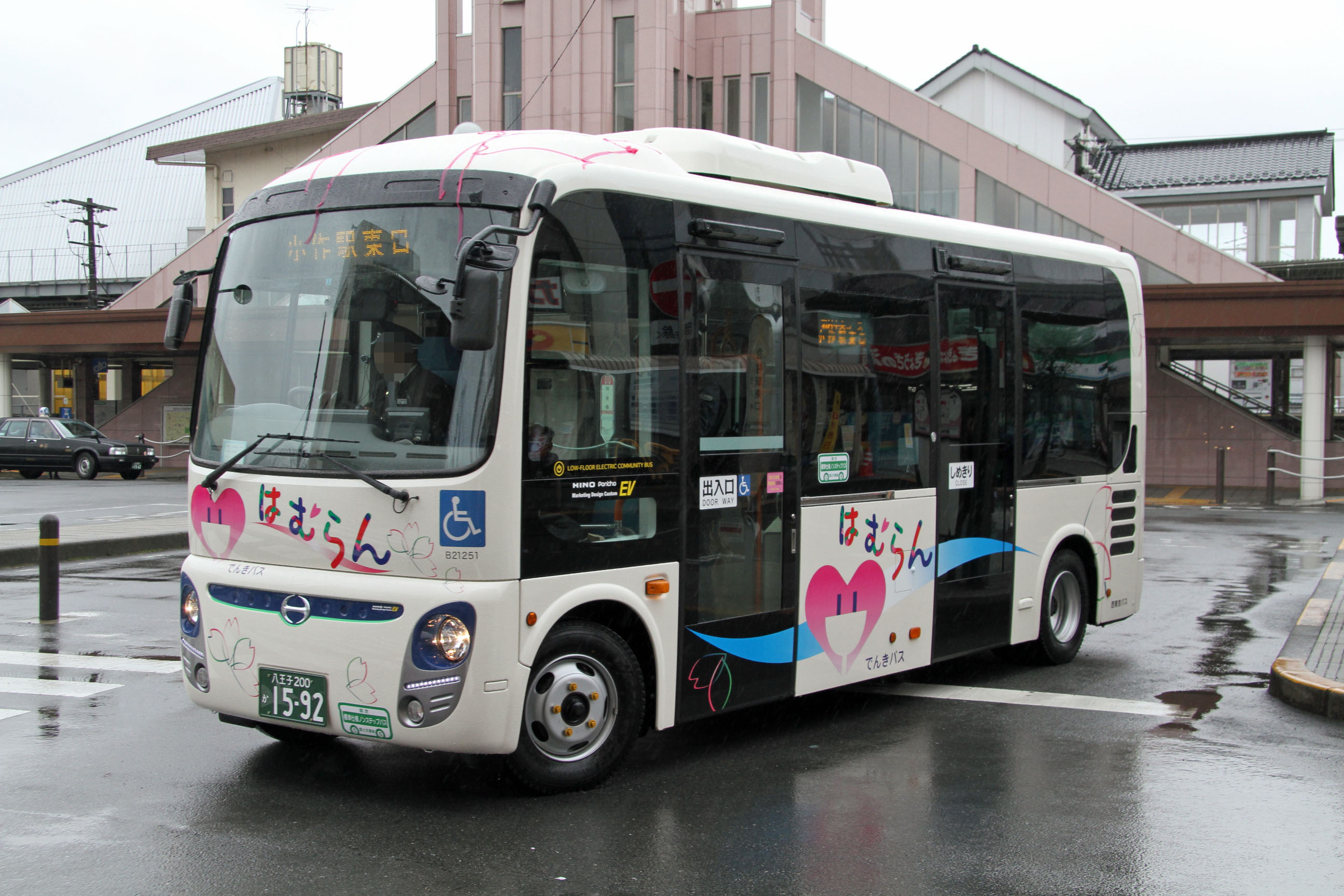
羽村市コミュニティバス

- JR青梅線羽村駅東口から羽村市コミュニティバス「はむらん」の「羽村西コース」に乗車。バス停「玉川神社」下車。
- JR青梅線羽村駅東口から徒歩15分（1.2km）。